# Miazzina
Miazzina (Mugina in lombardo) è un comune italiano di 387 abitanti della provincia del Verbano-Cusio-Ossola in Piemonte.
Parte del suo territorio è compresa nel Parco Nazionale della Val Grande.

## Società

### Evoluzione demografica
Abitanti censiti

## Escursionismo alpino
Interessante meta turistica è il rifugio Curgei, nel parco nazionale della Val Grande, posto a 1350 m s.l.m. con 12 posti letto.
In territorio comunale è presente il sentiero Madonello, percorso paesaggistico culturale legato ai luoghi vissuti dal noto pittore divisionista Achille Tominetti, la cui famiglia era originaria di Miazzina, molto spesso rappresentata nelle sue opere.

## Amministrazione
Di seguito è presentata una tabella relativa alle amministrazioni che si sono succedute in questo comune.
| Periodo        | Periodo        | Primo cittadino    | Partito                                       | Carica  | Note  |
| -------------- | -------------- | ------------------ | --------------------------------------------- | ------- | ----- |
| 24 aprile 1995 | 14 giugno 1999 | Eugenio Viscardini | centro-sinistra                               | Sindaco | [ 9 ] |
| 14 giugno 1999 | 14 giugno 2004 | Simone Meschia     | lista civica                                  | Sindaco | [ 9 ] |
| 14 giugno 2004 | 8 giugno 2009  | Eugenio Viscardini | lista civica                                  | Sindaco | [ 9 ] |
| 8 giugno 2009  | 26 maggio 2014 | Eugenio Viscardini | lista civica                                  | Sindaco | [ 9 ] |
| 26 maggio 2014 | in carica      | Eugenio Viscardini | lista civica Lavoriamo insieme per migliorare | Sindaco | [ 9 ] |

Fa parte dell'unione montana di comuni Valgrande e del Lago di Mergozzo.